# 4,4'-［(3,3,4,4,5,5-六氟环戊-1-烯-1,2-二基)双(5-甲基噻吩-4,2-二基)］二吡啶
4,4'-[(3,3,4,4,5,5-六氟环戊-1-烯-1,2-二基)双(5-甲基噻吩-4,2-二基)]二吡啶是一种有机化合物，它可以八氟环戊烯和3-溴-2-甲基-5-(4-吡啶基)噻吩为原料反应得到。它可以和金属形成配位化合物或金属有机框架材料。

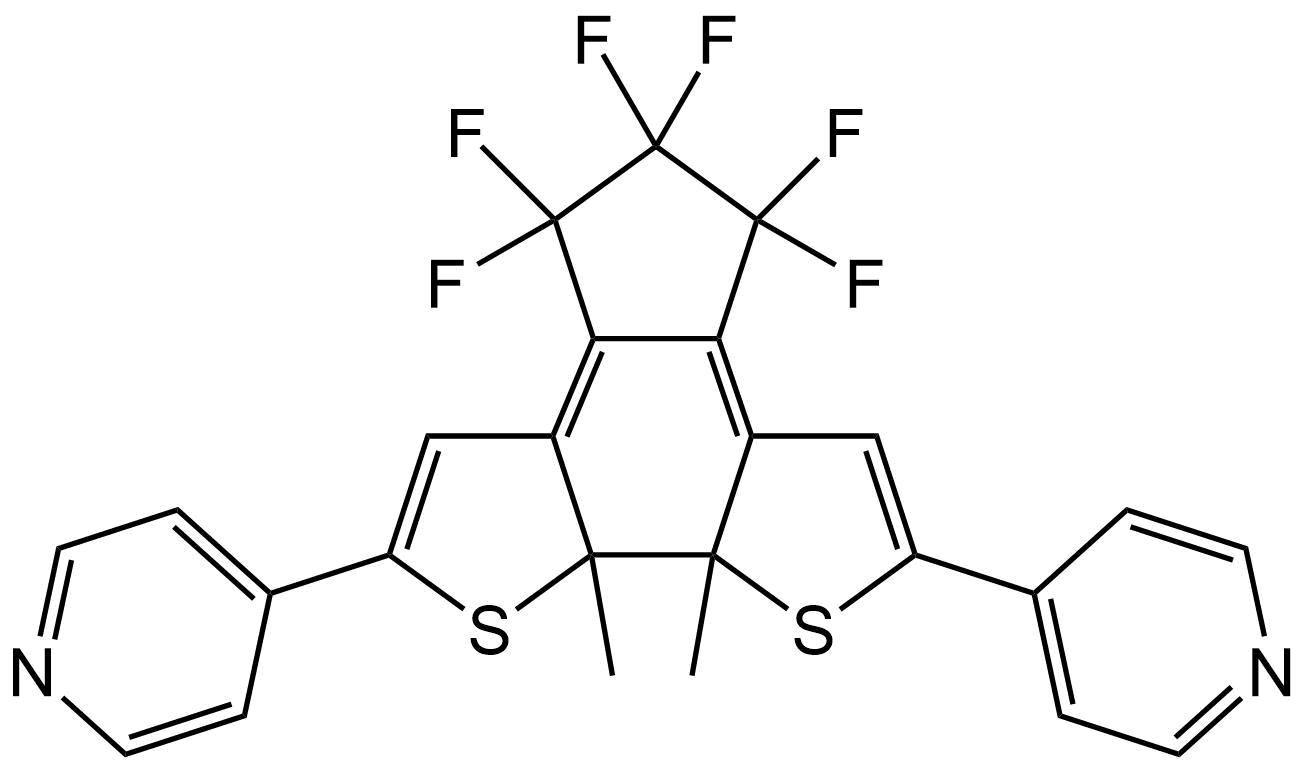
标题化合物（PDTEo）可以在紫外线下转化为图示化合物（PDTEc）；后者在长波段（>500 nm）可见光照射下转化为前者。